# بريد بلجيكا
بريد بلجيكا ، والمعروف أيضًا باسم ب بوست ، هي الشركة البلجيكية المسؤولة عن تسليم البريد الوطني والدولي. تعد مجموعة البريد البلجيكية واحدة من أكبر أرباب العمل المدنيين في بلجيكا. إنه يوفر مجموعة من الخدمات البريدية والبريد السريع والتسويق المباشر والخدمات المصرفية والتأمين والإلكترونية في سوق أوروبية شديدة التنافس. يقع المقر الرئيسي في بروكسل.

## وصلات خارجية
- الموقع الرسمي